# Ole Wegener
Ole Wegener, född 18 februari 1936 i Köpenhamn, 
död 11 mars 2025 i Beder, 
var en dansk skådespelare.

## Utmärkelser
Wegener vann Bodilpriset för bästa manliga huvudroll för Sextett 1964.

## Rollista i urval
- 1961 – Gøngehøvdingen
- 1961 – Möte i storstad
- 1962 – Den kidnappade Venus
- 1963 – Dronningens vagtmester
- 1963 – Sextett
- 1965 – Ballerina
- 1965 – En ven i bolignøden
- 1968 – Prinsessa på villovägar
- 1997 – Bryggeren (TV-serie)